# D'espairsRay
D'espairsRay a fost o trupă japoneză de Visual kei formată în anul 1999. 

## Membri
- Hizumi - Voce
- Karyu - Chitară
- Zero - Chitară bas
- Tsukasa - Tobe